# AV監督
AV監督（エーブイかんとく）、アダルトビデオ監督（アダルトビデオかんとく）、AVディレクターは、アダルトビデオ制作における監督（演出家）・ディレクターである。AV業界では、ディレクターと言うのが一般的呼称である。AV男優やカメラマンを兼ねる場合もある。現場での撮影及び映像編集などを進行させ、制作（作品を実際に作成する行為）に責任を持つ。

## 概要
広義ではポルノ映像を監督する職業のことであるが、ブルーフィルムを始めとする映画に該当する作品群の監督は呼ばず、狭義のアダルトビデオ（適正AV、商業AV）の監督を呼称する。FC2など配信ポルノに関しても撮影者や編集に関わったものをAV監督と呼ぶことは少なく、配信者、アップ主と呼称する。
黎明期のAVにおいてはプロデューサーと同義でもあったが、業界の発展や細分化により2000年代以降はキャスティングや制作周りを担当するプロデューサーと映像監督はメーカー規模にもよるものの、別であることが多い。
AV監督と呼ばれる人物の中には、他業種の映像業界（テレビや映画、ピンク映画、Vシネマ、ミュージックビデオ等）で並行して監督をしている人も数多くいる｡ 一般に他業種での監督名を本名で、AVでの監督名を芸名のように変えることやクレジットを隠すことが多い。また、AV業界に元々いながら、監督名を本名以外にする人も多く、結果として変わった名前の監督がAV業界には多い。SODクリエイト社員監督は原則本名名義（例外も存在する）。
名づけ方の特徴としては“カンパニー松尾”“バクシーシ山下”のように横文字+苗字と言ったリング・ネーム方式や、“芥川漱石”のように全くの創作的名前であったり、“WATARUX”のような記号的なものまである。
アダルト・ビデオというエロが映像化されていれば、第一義が満たされる映像の性質上、
1. カメラを持ち
2. 性行為やそれに類似する行為を行い
3. その映像を何らかの形で発表し
4. パッケージかVTR、または媒体で“AV監督”として名乗れば

その瞬間から誰でも“AV監督”になれるという意見もあり、この点においては自主映画の監督が自身を“映画監督”と名乗る感覚に似ている。
彼らはその雇用形態によって、AVメーカーに社員として雇用されている“社員監督”と、作品毎に雇用契約をする“フリー監督”に分けられる。近年では真咲南朋、あおいれな、レミレミ・ニューワールドなど女性監督も多い。
具体的な内容や予算を決めるのは監督の仕事ではなく、プロデューサーの仕事である（兼ねる人物、作品もある）。
カンパニー松尾によれば、黎明期からレンタル時代までは映画監督同様、作家性が強かったが、セル時代に入りアンケートはがきを同梱した時期からがユーザーの声が強くなり、結果売れるものしか作らない＝プロデューサーの意向が大きく反映されるようになった。悪く言えば町中華からフランチャイズ、フォーマット化した松屋の店員（本部であるプロデューサーの意向を忠実に再現する）のようになったと述べている。

## 歴史
戦後昭和初期のブルーフィルムの時代はカメラ機材やフィルムも高額であり、「活動屋崩れ」がほとんどだったという。1957年に売春防止法が施行されると、売春業に代わる資金源として暴力団がポルノ映像に参入、家庭用8ミリカメラの普及が相まって1960年には粗製乱造の時代がやってくる。ブルーフィルムブームはやがて終焉を迎えた。
その後日活ロマンポルノやピンク映画の時代を経て、1970年には宿泊施設などに販売されたピンクテープの制作がスタート。初期は成人映画の短縮映像版だったこともあり、撮りおろし作品においても代々木忠や稲尾実などの映画監督経験者が担当した。
1981年に一般用に制作されたアダルトビデオが誕生。ビニ本制作からAV業界に参入した宇宙企画の第1弾作品「女子大寮ルポ・風呂場レズ」は、映画監督の中村幻児が担当した。この当時のAVは自主規制機関から性交の必然性を求められていたこともありドラマ中心であり、映画監督的な作劇演出力が必要だった。当時は成人映画の簡易版ともとられていた。1982年に代々木忠が「ドキュメント・オナニー」シリーズを監督。代々木がモデルをインタビューするドキュメントタッチの撮影をし、第1作が8万本のセールスを記録。この瞬間、成人映画の延長とは全く別のスタイルを確立した。ビデオデッキ普及率も低かったこの当時は、シリーズを再編集した成人映画『THE ONANIE』（1982年、ミリオンフィルム）も制作され、皮肉にも上映とともに知名度を高めた。
1980年代末には監督デビューまで映像監督未経験だった村西とおるがAV監督として名を馳せた。AV監督として映像監督デビューをする人物も爆発的に増えていった。1987年には実験的な撮影手法を駆使した伊勢鱗太朗が、8ミリカメラを駆使した作品をリリースし注目を浴び、1989年ごろには主観映像を用いた鬼闘光、ゴールドマンなど作家性を強く出すAV監督が頭角を現す。またV＆Rプランニング出身の、生々しさを追求したカンパニー松尾、タブーへ踏み込んでいくドキュメンタリーを得意としたバクシーシ山下、私小説的なAVを貫いた平野勝之などAVの本道とは言えないオルタナティブな監督も知名度を上げていく。この裏にはレンタルビデオ文化の発展で、まとめ借りの中の1本として選ばれることで、AV的にハズレであっても借り手は気にしないという土壌もあったとされている。当時20代だった彼らが、新境地を切り開き、AVは世界に例を見ない表現媒体となった。ライターの安田理央は「AVがオナニーのためのツールだという前提が変わることはないが、AVというメディアはこんなことまで描けるのかと感じたものは決して少なくなかった」と当時の状況を記述している。

## 実写化作品監督としてのAV監督
週刊文春調べによると2020年1月1日から2022年6月までの期間内に発表された映像作品で、アニメや漫画、小説などを原作として最も多く実写化した監督は、テレビドラマ監督や映画監督を押しのけ、AV監督のきとるね川口（期間中38本）であり、第2位もAV監督のドラゴン西川（期間中13本）であった。なお実写化925本中、AV作品は127本。原作は成人向け漫画やCG集などであり、原作や原作ファンとの相性も良いことが多く、記事では批判が起きることの多い実写化界隈で、幸せな実写化の未来があるとまとめられている。またこの土壌の形成として監督が果たす役割は多く、少ない予算でもただのコスプレ作品にするのではなく、原作をどう再現するかに力が入れてあること、原作愛をどれだけ出すか問われるとしている。

## AV監督を題材とした作品

### 実写ドラマ
- モザイクジャパン（2014年、WOWOW）
- 全裸監督（2019年、2021年、Netflix）

### 漫画
- 教え子がAV女優、監督はボク。（2020年）

## AV監督一覧
- 相川和義
- あおいれな
- 朝霧浄
- 安達かおる
- 天野大吉
- 嵐山みちる
- 井口昇
- 泉星香
- 市原克也
- 伊藤雅也
- 岩井志麻子
- 江川達也
- 岡山パセリ♪
- 甲斐正明
- カジー風間
- 加藤鷹
- 川崎軍二
- かわさきひろゆき
- 神戸たろう
- 菊淋
- 鬼闘光
- 麒麟
- KINGDOM
- 工藤澪
- 栗まり
- 栗原良
- 黒澤あらら
- 黒田悠斗
- K*WEST
- Keita★No.1
- 兼慎
- 皇獅婁
- ゴールドマン
- インジャン古河
- タイガー小堺
- さいゆ〜き
- 桜井ちんたろう
- ささきうずまき
- さもあり
- 三代目葵マリー
- 志摩紫光
- 島袋浩
- 清水大敬
- 菅原千恵
- スケアクロウ
- 鈴木リズ
- テンプルすわ
- 千摺源兵衛
- コンピューター園田
- タートル今田
- 太賀麻郎
- 高井麻夫
- 高杉弾
- 高橋がなり
- 高橋浩一
- 高橋孝英
- 滝口シルヴィア
- 沢庵
- 竹本シンゴ
- 田村総一朗
- 溜池ゴロー
- 太宰珍歩
- 月下秀之
- 辻丸耕平
- 東郷健
- TOHJIRO
- TODO
- とっちん
- 豊田薫
- 鳥山仁
- 長崎みなみ
- 中島知子
- 長瀬ハワイ
- 浪花乱交
- ナンシー
- にしくん
- 二村ヒトシ
- 鼠先輩
- ノーマルKIM
- 野本義明
- 橋田貴光
- 速水健二
- パンチ
- ビーバップみのる
- 平口広美
- 平野勝之
- 平本一穂
- 風吹あんな
- ヘンリー塚本
- 望遠鏡
- レオポルド本田
- 真咲南朋
- カンパニー松尾
- 松嶋クロス
- 円一輝
- 三上翔子
- 三島六三郎
- 南ジョウ
- 峰一也
- 宮本小次郎
- ミュウ
- ラッシャーみよし
- チョコボール向井
- 村西とおる
- 望月六郎
- 紋℃
- 安田理央
- 梁井一
- バクシーシ山下
- 山田風゜助
- 山本竜二
- 山本わかめ
- 夕刊
- 雪野花江
- 代々木忠
- 乱田舞
- ルート山崎
- ルミナックス
- 鷲本ひろし
- ももいろけんきょ